# Oropsylla alaskensis
Oropsylla alaskensis är en loppart som beskrevs av Baker 1904. Oropsylla alaskensis ingår i släktet Oropsylla och familjen fågelloppor.

## Underarter
Arten delas in i följande underarter:
- O. a. alaskensis
- O. a. qinghaiensis